# Riserva naturale orientata Pian di Landro-Baldassare
La riserva naturale orientata Pian di Landro-Baldassare è un'area naturale protetta situata nel comune di Tambre che comprende la zona nord-orientale dell'altopiano del Cansiglio.
Il territorio è quasi completamente ricoperto da boschi e si caratterizza per la fitta presenza di doline con profondità variabili da pochi metri ad alcune centinaia. Vi rientrano anche due aree prative, una delle quali ospita un piccolo specchio d'acqua, habitat ideale per varie specie di anfibi e uccelli. Tra questi, è stata segnalata pure la cicogna nera.